# Centro Nacional de Supercomputación
El Barcelona Supercomputing Center – Centro Nacional de Supercomputación (BSC–CNS) es el centro pionero de la supercomputación en España, ubicado en Barcelona. Su naturaleza es doble: por una parte es un centro de investigación formado por más de 500 científicos, y por otra es un centro de servicios de supercomputación para toda la comunidad científica. También gestiona la Red Española de Supercomputación (RES).
El BSC-CNS está localizado en Barcelona (España), en una antigua capilla de la Torre Girona, en Pedralbes. Está dirigido por el catedrático Mateo Valero. Fue creado el 1 de abril de 2005 y es un consorcio compuesto por el Ministerio de Ciencia, Innovación y Universidades del Gobierno de España (60%), el Departamento de Economía y Conocimiento de la Generalidad de Cataluña (30%) y la Universidad Politécnica de Cataluña-Barcelona Tech (10%).
El emblema del BSC-CNS es el superordenador MareNostrum, situado dentro de una antigua capilla en Torre Girona. Además de MareNostrum, existen otros computadores ofreciendo su capacidad de cálculo a la comunidad científica: un clúster Bull con tarjetas gráficas NVIDIA, y una infraestructura computacional para proyectos médicos.

## Historia

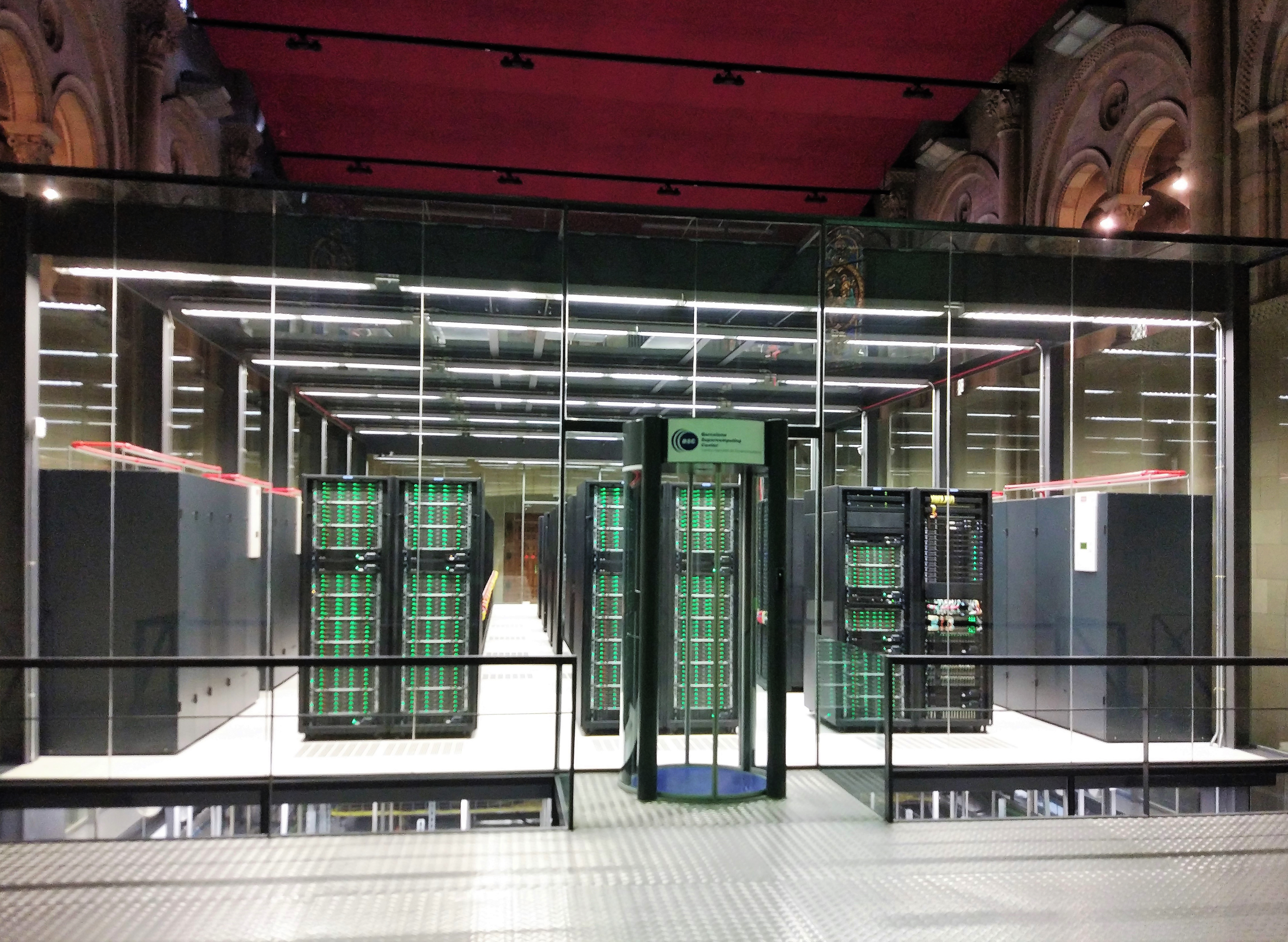
Vista frontal del superordenador Marenostrum 4.

El precursor del BSC-CNS es el CEPBA (Centro de Paralelismo de Barcelona), un centro asociado a la UPC que desde 1991 presta servicios a los distintos centros de la universidad.
En el año 2000 el CEPBA firma un acuerdo con IBM de cuatro años de duración para crear un instituto de investigación, que se llamó CIRI.
En 2004 el acuerdo entre IBM y el CEPBA es ampliado por iniciativa del Ministerio de Educación y Ciencia, la Generalidad de Cataluña y la UPC creando el Barcelona Supercomputing Center-Centro Nacional de Supercomputación en Barcelona. 
En abril del año siguiente se inician sus actividades con el supercomputador Marenostrum el de más capacidad de cálculo de toda Europa en ese momento, del que se instalaron nuevas versiones en 2006, 2013 y 2017.
A lo largo del año 2007 entran en funcionamiento los distintos nodos de la Red Española de Supercomputación que se crean a partir de la actualización del supercomputador Marenostrum, incrementando los recursos de cómputo ofertados por la Red.
Con un equipo total de más de 650 expertos y profesionales en I+D, el BSC es un centro que consigue atraer talento. La investigación se focaliza en cuatro campos: Ciencias Computacionales, Ciencias de la Vida, Ciencias de la Tierra y Aplicaciones Computacionales en Ciencia e Ingeniería.
La mayor parte de las líneas de investigación del BSC-CNS se desarrollan en el marco de los programas de financiación de la investigación de la Unión Europea. El centro también realiza investigación básica y aplicada en colaboración con compañías líderes como IBM, Microsoft, Intel, Nvidia, Repsol e Iberdrola. 
El BSC gestiona el superordenador MareNostrum. Hasta el momento se han instalado cuatro versiones, la última de ellas entró en funcionamiento en julio de 2013.
En julio de 2019, la EuroHPC Joint Undertaking seleccionó al Barcelona Supercomputing Center como una de las entidades que albergarán un superordenador preexascala de la red de supercomputadores de alta capacidad promovida por la Comisión Europea. Se prevé que MareNostrum 5 entre en funcionamiento el 31 de diciembre de 2020 y que incluya una plataforma experimental dedicada al testeo y desarrollo de tecnologías de supercomputación europeas.

## Equipamiento

### MareNostrum
MareNostrum es el supercomputador principal de las instalaciones del Barcelona Supercomputing Center. Cuenta con 165.888 procesadores Intel Xeon Platinum y tiene una potencia máxima de 11,15 Petaflops. Dispone de un total de 390 TB de memoria y como sistema operativo utiliza Red Hat Enterprise Linux . Con este supercomputador se realizan multitud de investigaciones en diversas áreas: astronomía, ciencias de la Tierra y el espacio, biomedicina, física e ingeniería, ciencias de la computación, química o ciencia de materiales, por ejemplo. 
El MareNostrum también ha servido para llevar a cabo proyectos para la investigación de medicamentos contra el COVID-19. El superordenador permite buscar medicamentos para tratar el SARS-CoV-2, y otros coronavirus, como el SARS-1 o el MERS; reunir y analizar la información sobre el conocimiento generado hasta el momento sobre el mapa molecular del virus; y optimizar las decisiones de los profesionales a través de la recopilación de datos clínicos y la creación de algoritmos que facilitan el diagnóstico del virus.

### StarLife
StarLife es una infraestructura computacional destinada a grandes proyectos biomédicos que requieren una arquitectura diseñada específicamente para la manipulación y aprovechamiento de grandes volúmenes de datos biomédicos. StarLife es un sistema de computación y almacenaje que tiene una capacidad de cálculo de 132,8 Teraflops, una capacidad de almacenaje de 9,5 Petabytes y una memoria central (RAM) de 9,1 Terabytes.

### MinoTauro
NVIDIA GPU es un clúster heterogéneo con 2 configuraciones, el primero con 61 nodos Bull B505, cada una de ellas con las siguientes características técnicas:
- 2 procesadores Intel E5649 (6-Core) a 2.53 GHz
- 2 tarjetas M2090 NVIDIA GPU
- 24 GB de memoria principal
- Rendimiento pico: 81.20 TFlops (M2090) + 7.40 TFlops (Westmere) = 88.60 TFlops
- 250 GB SSD (Solid State Disk) como almacenamiento local
- 2 Infiniband QDR (40 Gbit cada una) a una red non-blocking
- RedHat Linux
- 14 enlaces de 10 GbitEth para conectar el BSC GPFS Storage

Y con 39 servidores bullx R421-E4, cada uno con:
- 2 procesadores Intel Xeon E5-2630 v3 (Haswell) de 8 núcleos, (cada núcleo a 2.4 GHz, y con un caché de 20 MB L3)
- 2 tarjetas K80 NVIDIA GPU
- 128 GB de memoria principal, distribuida en 8 DIMMs de 16 GB -- DDR4 @ 2133 MHz - ECC SDRAM --
- Rendimiento pico: 226.98 TFlops (K80) + 23.96 TFlops (Haswell) = 250.94 TFlops
- 120 GB SSD (Disco de Estado Sólido) como almacenamiento local
- 1 PCIe 3.0 x8 8GT/s, Mellanox ConnectX®-3FDR 56 Gbit
- 4 puertos Gigabit Ethernet